# Malonato de dietilo
El malonato de dietilo, también conocido como DEM, es el éster dietílico del ácido malónico. Está presente naturalmente en las uvas y fresas como un líquido incoloro con un olor a manzana, y es usado en perfume. También es utilizado para sintetizar otros compuestos tales como los barbituratos, saborizantes artificiales, vitamina B1 y vitamina B6.

## Química
El ácido malónico es un ácido dicarboxílico simple, con dos grupos carboxilo muy cercanos en su molécula. Al formar el malonato de dietilo a partir del ácido malónico, los grupos hidroxilo (-OH) en ambos grupos carboxilo son reemplazados cada uno de ellos por un grupo etoxi (-OEt; -OCH2CH3). El grupo metileno (-CH2-) en el medio de la parte malónica de la molécula de malonato de dietilo tiene como vecinos a dos grupos carbonilo (-C(=O)-).

## Acidez
Los átomos de hidrógeno en el carbono adyacente al grupo carbonilo en una molécula es ligeramente más ácido (pKa ≈19) que los átomos de hidrógeno adyacentes a un grupo alquilo. (Esto se conoce como la posición α respecto al carbonilo). Los átomos de hidrógeno en el carbono adyacente a dos grupos carbonilo son aún más ácidos (pKa = 14), debido a que el grupo carbonilo ayuda a estabilizar al carbanión resultante de la eliminación de un protón desde el grupo metileno que se encuentra entre los dos.

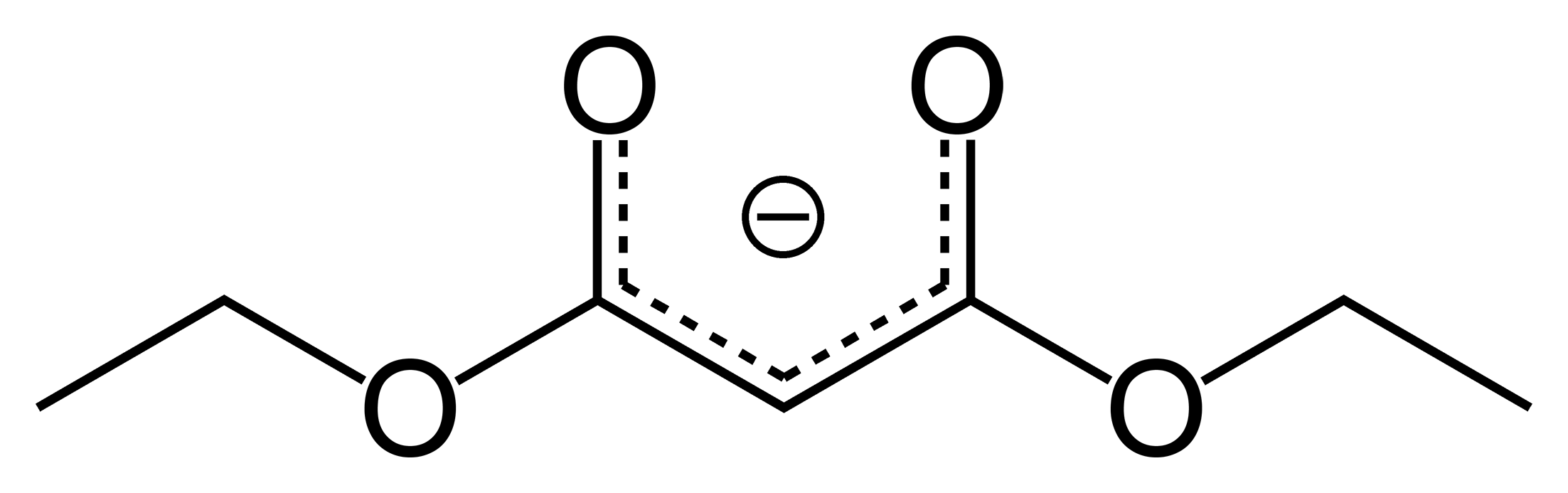
El carbanión formado a partir del malonato de dietilo y estabilizado parcialmente por conjugación con los dos grupos carbonilo adyacentes.

Este carbanión puede prepararse tratando el malonato de dietilo con una base como el etóxido de sodio en etanol. Si se usa una solución de hidróxido de sodio puede suceder la hidrólisis básica del éster, produciendo malonato de sodio y etanol. Cuando se usa etóxido de sodio, sin embargo, cualquier ataque nucleofílico en el carboxilato por el etóxido no dará productos colaterales. En consecuencia, se prefiere el etóxido de sodio.
Este carbanión es neutralizado por el catión sodio del etóxido de sodio. La sal resultante es útil en la síntesis malónica.
Otros ejemplos de compuestos 1,3-dicarbonilo con hidrógenos lábiles incluyen la acetilacetona y los ésteres acetoacetato. Sintéticamente, los ésteres malónicos son usados frecuentemente en la condensación de Claisen, debido a que se evitan reacciones de autocondensaciones indeseadas. Otra reacción del malonato es la síntesis malónica, que forma un ácido acético monosustituido: